# Kim Dong-han
Kim Dong-han (김동한?, Gim Dong-hanLR, Kim TonghanMR; Daegu, 3 luglio 1998) è un cantante e ballerino sudcoreano.

## Biografia
Kim è nato il 3 luglio 1998 a Daegu, in Corea del Sud.

### 2017-2018:Produce 101e JBJ
Kim divenne noto per la prima volta a metà 2017, quando partecipò alla seconda stagione del programma Produce 101, uno spettacolo progettato per formare un gruppo temporaneo di 11 membri, scelti dal pubblico. Kim fu infine eliminato, finendo al 29 º posto e non riuscendo a diventare un membro dei Wanna One.
Il giorno del finale di Produce 101, gli spettatori dello show hanno votato per i concorrenti eliminati che vorrebbero vedere in un gruppo di progetto, simile a Produce 101 I.B.I. I JBJ debuttarono nell'ottobre 2017 con l'uscita del loro primo EP Fantasy. Il gruppo ha pubblicato due EP e un album speciale durante i sette mesi di carriera. I membri del gruppo avevano espresso interesse a estendere il loro contatto originario, tuttavia il gruppo alla fine si sciolse alla fine di aprile 2018 con la scadenza del loro contratto.

### 2018: Debutto da solista
Kim debuttò da solista il 19 giugno 2018, con l'uscita del suo primo EP D-Day e il suo singolo Sunset. L'EP entrò nella Gaon Album Chart, posizionandosi al numero cinque.
Il secondo EP di Kim, intitolato D-Night, è stato pubblicato il 17 ottobre 2018, con il singolo Good Night Kiss.

## Discografia

### EP
- 2018 – D-Day
- 2018 – D-Night
- 2019 – D-Hours AM 7:03

### Singoli
- 2018 – Sunset
- 2018 – Good Night Kiss
- 2019 – Focus

## Filmografia
- Produce 101 – programma TV, (2017)[5]

## Riconoscimenti
- Mnet Asian Music Awards
  - 2018 – Candidatura Artist of the Year
  - 2018 – Candidatura Best New Male Artist
- Seoul Music Award
  - 2019 – Candidatura New Artist Award
  - 2019 – Candidatura Popularity Award
  - 2019 – Candidatura Hallyu Special Award